# Erik Overbye
Erik Overbye (født 6. december 1934 i København, død 25. august 2020) var en dansk filmproducent, produktionsleder og fotograf.

## Filmografi
- Mor skal giftes (1958)
- Soldaterkammerater (1958)
- Ballade på Bullerborg (1959)
- Pigen i søgelyset (1959)
- Den sidste vinter (1960)
- Eventyrrejsen (1960)
- Landsbylægen (1961)
- Jetpiloter (1961)
- Drømmen om det hvide slot (1962)
- Det tossede paradis (1962)
- Oskar (1962)
- Frøken April (1963)
- Bussen (1963)
- Vi har det jo dejligt (1963)
- Selvmordsskolen (1964)
- Gertrud (1964)
- Slottet (1964)
- Nøddebo Præstegård (1974)
- Sønnen fra Vingården (1975)
- Spøgelsestoget (1976)